# Ultraseek Corporation
Ultraseek Corporation est une société spécialisée dans les technologies de recherche sur Internet. Elle est centrée sur le logiciel Ultraseek vendu en 2004 à la société Verity.

## Historique
En novembre 1996, la société Infoseek développe un outil de recherche baptisé Ultraseek. À partir de 1998, la Walt Disney Company entre au capital d'Infoseek suivi fin 1999 par la fusion d'Infoseek avec le Walt Disney Internet Group. L'outil Ultraseek dépend alors d'une société nommée Ultraseek Corporation.
Le 8 juin 2000, Inktomi annonce le rachat de la société à Disney pour 153 millions de $,.
En février 2004, Inktomi vend l'outil Ultraseek à Verity qui l'adapte pour les portails Web.